# Швидкорізальна сталь

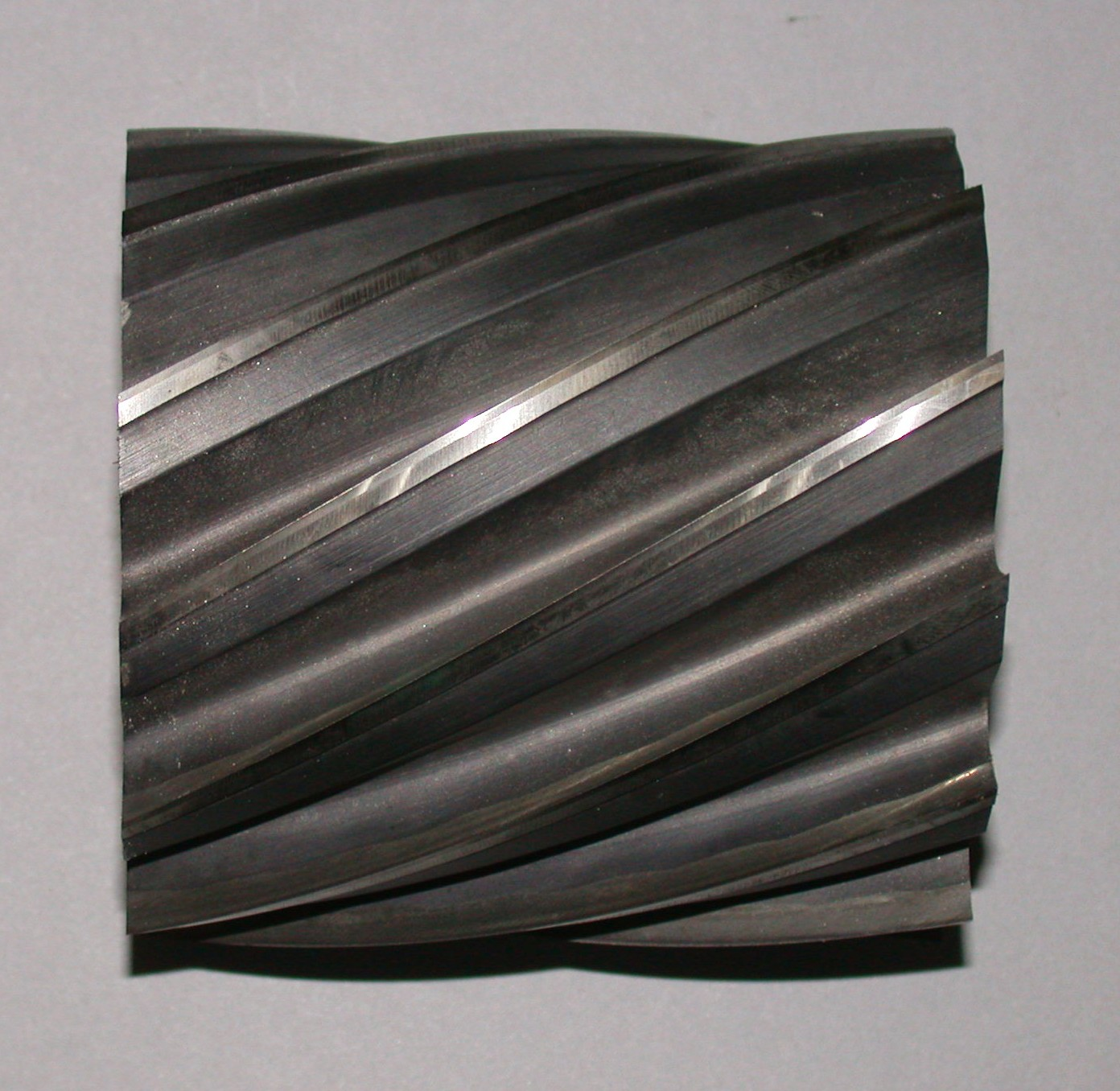
Циліндрична фреза із швидкорізальної сталі

Швидкорі́зальна ста́ль — високолегована інструментальна сталь, що застосовується, головним чином, для виготовлення різального інструменту, що працює на швидкостях, приблизно в 3-5 разів більших, ніж інструмент з вуглецевої інструментальної сталі. Можливість отримання такої швидкості різання обумовлена червоностійкістю швидкорізальної сталі. Інструмент з швидкорізальної сталі пом'якшується при нагріванні вище 550…650 °С (в залежності від складу і обробки), в той час як з вуглецевої інструментальної сталі — при 200 °C. Червоностійкість сталі забезпечують легувальні елементи — вольфрам (W), хром (Cr), ванадій (V), які утворюють карбіди високої витривалості. Для отримання потрібної структури і властивостей інструмент з швидкорізальної сталі піддається спеціальній термічній обробці, що полягає в гартуванні після нагрівання до температури 1240—1300°С і багаторазовому (зазвичай 3 рази) відпусканні при температурі 560…620 °С. Для підвищення стійкості швидкорізальної сталі застосовується ціанування, обробка холодом, ступеневе гартування тощо.

## Історія створення
Для механічної обробки деталей з дерева, кольорових металів різці зі звичайної вуглецевої інструментальної сталі були цілком придатним, але при обробці сталевих заготовок такий різець швидко нагрівався та зношувався, що не давало змоги вести обробку зі швидкістю різання вищою за 5 м/хв.
Бар'єр цей вдалось подолати після того, як у 1858 році англійський металург Роберт Мюшет отримав сталь, що містила 1,85 % вуглецю, 7 % вольфраму і 2,5 % мангану. При додаванні до звичайної інструментальної сталі вольфраму вона набувала теплостійкості, що не втрачалась при зростанні контактних температур до 250…300 °C. Десять років по тому Р. Мюшетт отримав нову сталь, що загартовувалась при охолодженні на повітрі. Вона містила 2,15 % вуглецю, 0,38 % мангану, 5,44 % вольфраму і 0,4 % хрому. Ще через три роки на заводі Самуеля Осберна у Шеффілді було розпочате виробництво мюшетової (самогартівної) сталі. Вона не втрачала різальної здатності при нагріванні до 300 °C, що дозволяло у півтора рази (до 7,5 м/хв.) збільшити швидкість різання металу. Упродовж наступних 30 років найсуттєвішою зміною стала заміна марганцю у складі сплаву хромом.
У 1899 і 1900 рр. Фредерік Тейлор і Мансел Вайт, працюючи з командою асистентів у компанії «Bethlehem Steel Company» у місті Бетлегем (штат Пенсільванія, США), провели серію експериментів з термообробкою відомих на той час високоякісних інструментальних сталей, таких як мюшеттова сталь, нагріваючи їх до набагато вищих температур, ніж це зазвичай було прийнятим у промисловості. Їхні експерименти мали емпіричний характер, оскільки було виготовлено та випробувано безліч різних комбінацій за складом та режимами термообробки з детальним описом кожної партії металу. Результатом став процес термічної обробки, який дозволив перетворити існуючі сплави на новий вид сталі, що міг зберігати свою твердість при вищих температурах, дозволяючи набагато вищі (до 18 м/хв.) швидкості різання при механічній обробці.
Технологічний процес Тейлора-Вайта було запатентовано і він зробив революцію в обробній промисловості. Для використання нової інструментальної сталі повною мірою були потрібні важчі верстати з більшою жорсткістю, що спонукало до переробки конструкцій та заміни встановлених заводських машин. Але патент згодом було оскаржено і врешті-решт його було анульовано
Перший сплав, який офіційно класифікували як швидкорізальну сталь, відомий під позначенням Т1, яке було запроваджене у 1910 році  AISI. Сталь було запатентовано компанією «Crucible Steel Co.» на початку XX століття. Завдяки використанню вольфраму допустима швидкість різання сягала 35 м/хв. Аналогом цієї сталі у вітчизняній промисловості була сталь Р18 (за ГОСТ 19265-73).
Хоча леговані молібденом швидкорізальні сталі такі як AISI M1 знаходили певне застосування починаючи з 1930-х, саме дефіцит матеріалів та високі ціни, спричинені Другою світовою війною, спонукали до розробки менш дорогих сплавів, що замінюють вольфрам молібденом. Покращені швидкорізальні сталі на основі молібдену за цей період поставили їх нарівні з, а в деяких випадках і вище, ніж швидкорізальні на основі вольфраму. Це почалося із використання сталі М2 (її аналог — Р6М5) замість сталі Т1.
У 1970-х роках через дефіцит вольфраму швидкорізальна сталь марки Р18 була повністю замінена на сталь марки Р6М5, яка у свою чергу витісняється безвольфрамовими сплавами Р0М5Ф1 і Р0М2Ф3.

## Хімічний склад і маркування
Швидкорізальні сталі можуть мати 8,5…18 % вольфраму, 3,8…4,4 % хрому, 2…10 % кобальту і ванадію, 0,5…5,5 % молібдену. Для виготовлення різальних інструментів використовують сталі Р9, Р12, Р18, Р6МЗ, Р9Ф5, Р14Ф4, Р18Ф, Р9К10, Р10К5Ф5, Р18К5Ф2, Р9М4К8. Різальний інструмент після термообробки має твердість (HRC 62…65), підвищену зносостійкість, теплостійкість 600…630 °С і може працювати з швидкостями до 50 м/хв при обробці вуглецевих конструкційних сталей.
У марках сталі букви і цифри позначають Р — швидкорізальна (від англ. слова «rapid» — швидкий), розповсюджена також її назва рапід, цифра, наступна за буквою — середня масова частка вольфраму, М — молібден; цифри, наступні за буквами, означають відповідно масову частку молібдену.
Розповсюджені в Україні марки швидкорізальної сталі: Р18, Р6М5, Р6М5Ф3 тощо.

## Застосування
Головним чином швидкорізальні сталі застосовуються для виготовлення різних різальних інструментів: свердел, фрез, пил тощо. Іноді їх використовують в машинобудуванні для деталей, що нагріваються до 500—650°С, особливо для так званих теплотривких кулькопідшипників. Крім твердості й прогартовуваності, важлива чистота швидкорізальної сталі (зведення до мінімуму неметалічних включень, карбідної ліквації і відсутність дефектів металургійного походження).
Рекомендції по застосуванню:
Сталь Р9 рекомендують для виготовлення інструментів простої форми (різці, фрези, зенкери). Для фасонних, складних інструментів, які повинні мати високу зносостійкість використовують сталь Р18.
Кобальтові швидкорізальні сталі (Р9К5, Р18К5Ф2, Р9К10) застосовують при обробці деталей з важкооброблюваних, корозійностійких, жаростійких сталей і сплавів, в умовах важкого перервного різання, вібрацій, при поганих умовах охолодження.
Ванадієві швидкорізальні сталі (Р9Ф5, Р14Ф5) рекомендують для виготовлення інструментів призначених для чистової обробки (протяжки, розвертки, шевери), а також важкооброблювальних матеріалів при зрізанні стружок з малим поперечним перерізом.
Вольфрамомолібденові сталі (Р9М4, Р6МЗ, Р6М5) використовують для виготовлення інструментів, що працюють в умовах чорнової і чистової обробки, (протяжок, довбяків, шеверів, фрез та інших інструментів).